# Mirtazapina
A mirtazapina, vendida sob a marca Remeron, entre outras, é um antidepressivo tetracíclico atípico e, como tal, é usada principalmente para tratar a depressão. Seus efeitos podem levar até quatro semanas para serem sentidos, mas também podem se manifestar em uma ou duas semanas. É frequentemente usada em casos de depressão complicada por ansiedade ou insônia. A eficácia da mirtazapina é comparável a outros antidepressivos comumente prescritos. É tomado por via oral.
Os efeitos colaterais comuns incluem sonolência, tontura, aumento do apetite e ganho de peso. Efeitos colaterais graves podem incluir mania, baixa contagem de glóbulos brancos e aumento do suicídio entre crianças. Sintomas de abstinência podem ocorrer com a interrupção. Não é recomendado junto com um inibidor da monoamina oxidase, embora as evidências que apoiam o perigo dessa combinação tenham sido refutadas. Não está claro se o uso durante a gravidez é seguro. Como ela funciona não está claro cientificamente, mas pode envolver o bloqueio de certos receptores adrenérgicos e de serotonina. Quimicamente, é um antidepressivo tetracíclico, e está intimamente relacionado com a mianserina. Também tem fortes efeitos anti-histamínicos.
No Brasil, a mirtazapina foi enquadrada legalmente pela ANVISA e propriamente regulamentada em 2012. A mirtazapina entrou em uso médico nos Estados Unidos em 1996. A patente expirou em 2004 e versões genéricas estão disponíveis. Em 2020, foi o 104º medicamento mais prescrito nos Estados Unidos, com mais de 6 milhões de prescrições.

## Usos médicos
No Brasil, a mirtazapina é aprovada pela ANVISA para os transtornos depressivos, depressão associada a ansiedade e melancolia. A mirtazapina é aprovada pela Food and Drug Administration dos Estados Unidos para o tratamento do transtorno depressivo maior em adultos.

### Depressão
A mirtazapina é usada principalmente para transtorno depressivo maior e outros transtornos do humor. O início de ação parece mais rápido do que alguns inibidores seletivos da recaptação da serotonina e semelhante aos antidepressivos tricíclicos.
Em 2010, o National Institute for Health and Care Excellence recomendou os inibidores seletivos genéricos da recaptação da serotonina como escolhas de primeira linha, pois são "igualmente eficazes como outros antidepressivos e têm uma relação risco-benefício favorável". Com relação à mirtazapina, constatou: "Não há diferença entre a mirtazapina e outros antidepressivos em qualquer medida de eficácia, embora em termos de obtenção de remissão a mirtazapina pareça ter uma vantagem estatística, embora não clínica. Além disso, a mirtazapina tem uma vantagem estatística sobre os inibidores seletivos da recaptação da serotonina em termos de redução dos sintomas de depressão, mas a diferença não é clinicamente significativa. No entanto, há fortes evidências de que os pacientes que tomam mirtazapina têm menos probabilidade de abandonar o tratamento precocemente devido a efeitos colaterais, embora esse não seja o caso de pacientes que relatam efeitos colaterais ou abandonam o tratamento precocemente por qualquer motivo."
Uma revisão da Cochrane de 2011 que comparou a mirtazapina a outros antidepressivos descobriu que, embora pareça ter um início mais rápido em pessoas para as quais funciona (medida em duas semanas), sua eficácia é quase a mesma de outros antidepressivos após seis semanas de uso.
Uma revisão de 2012 focada em antidepressivos e sono constatou que, em muitas pessoas com distúrbios do sono causados pela depressão, a mirtazapina reduz o tempo necessário para adormecer e aumenta a qualidade do sono, mas em algumas pessoas pode perturbar o sono, especialmente em doses mais altas, causando síndrome das pernas inquietas em 8 a 28% das pessoas e, em casos raros, causa distúrbio comportamental do sono REM. Essa curva dose-sonolência aparentemente paradoxal da mirtazapina se deve à afinidade excepcionalmente alta da droga pelos receptores histamínicos H1, 5-HT2A e 5-HT2C; exibindo ocupação quase exclusiva desses receptores em doses ≤15 mg. No entanto, em doses mais altas, o antagonismo inverso e a ativação constitutiva dos receptores α2A-, α2B- e α2C-adrenérgicos começam a compensar a atividade nos receptores H1, levando à diminuição da sonolência e até mesmo a uma sensação subjetiva de "ativação" em pacientes tratados.
Uma análise de 2018 de 21 antidepressivos descobriu que eles eram bastante semelhantes em geral. Ele encontrou evidências provisórias de que a mirtazapina está no grupo mais eficaz e no meio em tolerabilidade.
Após uma semana de uso, verificou-se que a mirtazapina teve um início de ação mais precoce em comparação com os inibidores seletivos da recaptação da serotonina.

### Outros usos
Há também algumas evidências que apoiam seu uso no tratamento das seguintes condições, para as quais às vezes é prescrito off-label:
- Transtorno de ansiedade generalizada[1][22][23]
- Transtorno de ansiedade social[24]
- Transtorno obsessivo compulsivo[24]
- Transtorno do pânico[24]
- Transtorno de estresse pós-traumático[24]
- Baixo apetite/perda de apetite[25][26][27]
- Insônia[28][29]
- Náusea e vômito[4][30][31]
- Coceira[32][33]
- Dor de cabeça/enxaqueca[30][34][35]

As doses de mirtazapina usadas para dormir variam de 7,5 a 45 mg. Doses de 7,5 a 15 mg são recomendadas, pois a mirtazapina pode se tornar mais estimulante em doses mais altas.

## Efeitos colaterais
Uma revisão da Cochrane de 2011 descobriu que, em comparação com outros antidepressivos, é mais provável que cause ganho de peso e sonolência, mas é menos provável que cause tremor do que os antidepressivos tricíclicos e menos provável que cause náusea e disfunção sexual do que os inibidores seletivos da recaptação da serotonina.
Efeitos adversos muito comuns (≥10% de incidência) incluem constipação, boca seca, sonolência, aumento do apetite (17%) e ganho de peso (>7% de aumento em <50% das crianças).
Os efeitos adversos comuns (incidência de 1 a 10%) incluem fraqueza, confusão, tontura, fasciculações (contrações musculares), edema periférico (inchaço, geralmente dos membros inferiores) e resultados laboratoriais negativos, como transaminases elevadas, triglicerídeos séricos elevados e elevação total colesterol.
A mirtazapina não é considerada um antidepressivo de risco quando comparada com os inibidores seletivos de recaptação de serotonina, no âmbito de efeitos colaterais. Em alguns casos a mirtazapina é hábil para reduzir ou extirpar alguns deles (produzidos por ISRSs). Esses efeitos adversos incluem diminuição do apetite, perda de peso, insônia, náusea e vômito, diarréia, retenção urinária, aumento da temperatura corporal, sudorese excessiva, dilatação da pupila e disfunção sexual.
Em geral, alguns antidepressivos, especialmente os inibidores seletivos da recaptação da serotonina, podem paradoxalmente exacerbar a depressão ou ansiedade de algumas pessoas ou causar ideação suicida. Apesar de sua ação sedativa, acredita-se que a mirtazapina também seja capaz disso, portanto, nos Estados Unidos e em alguns outros países, ela carrega um aviso preto nas caixas alertando sobre esses efeitos potenciais, especialmente para pessoas com menos de 25 anos.
A mirtazapina pode induzir artralgia (dor articular não inflamatória).
Um relato de caso publicado em 2000 observou uma situação em que a mirtazapina neutralizou a ação da clonidina, causando um aumento perigoso da pressão arterial. A partir de 2010, outros casos associando pressão alta na combinação mirtazapina e clonidina surgiram, e por isso o uso simultâneo das duas medicações não é aconselhado.
Em um estudo comparando 32 antidepressivos de todas as classes farmacológicas, a mirtazapina foi um dos antidepressivos com maior probabilidade de causar pesadelos, sonambulismo, síndrome das pernas inquietas, terrores noturnos e paralisia do sono.
A mirtazapina foi associada a um risco aumentado de morte em comparação com outros antidepressivos em vários estudos. No entanto, é mais provável que as diferenças residuais entre as pessoas que tomaram mirtazapina em vez de um inibidor seletivo da recaptação da serotonina sejam responsáveis pela diferença no risco de mortalidade.

## Retirada
A mirtazapina e outros antidepressivos podem causar sintomas de abstinência após a interrupção. Recomenda-se uma redução gradual e lenta da dose para minimizar os sintomas de abstinência. Os efeitos da interrupção repentina do tratamento com mirtazapina podem incluir depressão, ansiedade, zumbido, ataques de pânico, vertigem, inquietação, irritabilidade, diminuição do apetite, insônia, diarreia, náuseas, vômitos, sintomas semelhantes aos da gripe, sintomas semelhantes aos da alergia, como prurido, dores de cabeça, e às vezes mania ou hipomania.

## Overdose
A mirtazapina é considerada relativamente segura em caso de superdosagem, embora seja considerada ligeiramente mais tóxica em superdosagem do que a maioria dos inibidores seletivos da recaptação da serotonina (exceto o citalopram). Ao contrário dos antidepressivos tricíclicos, a mirtazapina não apresentou efeitos adversos cardiovasculares significativos em 7 a 22 vezes a dose máxima recomendada.
Doze mortes relatadas foram atribuídas à overdose de mirtazapina. O índice de toxicidade fatal (mortes por milhão de prescrições) para mirtazapina é de 3,1 (95% CI: 0,1 a 17,2). Isso é semelhante ao observado com os inibidores seletivos da recaptação da serotonina.

## Interações
O uso concomitante com inibidores ou indutores das isoenzimas CYP1A2, CYP2D6 e/ou CYP3A4 do citocromo P450 pode resultar em concentrações alteradas de mirtazapina, uma vez que estas são as principais enzimas responsáveis pelo seu metabolismo. Como exemplos, sabe-se que a fluoxetina e a paroxetina, inibidores dessas enzimas, aumentam modestamente os níveis de mirtazapina, enquanto a carbamazepina, um indutor, os diminui consideravelmente.  Relatou-se que insuficiência hepática e doença renal crônica moderada diminuem a depuração oral da mirtazapina em cerca de 30%; doença renal grave diminui em 50%.
Mirtazapina em combinação com um inibidor seletivo da recaptação da serotonina, inibidor da recaptação da serotonina-norepinefrina ou antidepressivo tricíclico como uma estratégia de potencialização é considerada relativamente segura e frequentemente empregada terapeuticamente, mas deve-se ter cautela quando combinada com fluvoxamina. Existe uma combinação de venlafaxina e mirtazapina, às vezes chamada de "combustível de foguete da Califórnia". Vários relatos de casos documentam a síndrome da serotonina induzida pela combinação de mirtazapina com outros agentes (olanzapina, quetiapina, tramadol e venlafaxina). A adição de fluvoxamina ao tratamento com mirtazapina pode causar um aumento significativo na concentração de mirtazapina. Esta interação pode necessitar de ajuste da dosagem de mirtazapina.
De acordo com informações dos fabricantes, a mirtazapina não deve ser iniciada dentro de duas semanas após o uso de qualquer inibidor da monoaminoxidase; da mesma forma, os inibidores da monoamina oxidase não devem ser administrados dentro de duas semanas após a descontinuação da mirtazapina.
A adição de mirtazapina a um inibidor da monoamina oxidase, embora potencialmente apresentando reações típicas ou idiossincráticas (exclusivas para o indivíduo) não descritas aqui, não parece causar a síndrome da serotonina. Isso está de acordo com o fato de que o receptor 5-HT2A é o receptor de serotonina predominante que se acredita estar envolvido na fisiopatologia da síndrome da serotonina (com o receptor 5-HT1A parecendo ser protetor). A mirtazapina é um potente antagonista do receptor 5-HT2A, e a ciproheptadina, um medicamento que compartilha essa propriedade, media a recuperação da síndrome da serotonina e é um antídoto contra ela.
Existe uma possível interação que resulta em crise hipertensiva quando a mirtazapina é administrada a um paciente que já tomava doses constantes de clonidina. Isso envolve uma consideração sutil: quando os pacientes estão em terapia crônica com clonidina e interrompem repentinamente a dosagem, às vezes ocorre um rápido rebote hipertensivo (20%) devido ao aumento do fluxo simpático. Os efeitos redutores da pressão sanguínea da clonidina são devidos à estimulação dos autorreceptores α2 pré-sinápticos no SNC, que suprimem o fluxo simpático. A própria mirtazapina bloqueia esses mesmos autorreceptores α2, de modo que o efeito da adição de mirtazapina a um paciente estabilizado com clonidina pode precipitar sintomas de abstinência.

## Farmacologia

### Farmacodinâmica
|                                                                                              | Ki (nM)      | Espécies | Ref                 |
| -------------------------------------------------------------------------------------------- | ------------ | -------- | ------------------- |
| SERT                                                                                         | >10,000      | Humano   | [ 73 ] [ 74 ]       |
| NET                                                                                          | ≥4,600       | Humano   | [ 73 ] [ 75 ]       |
| DAT                                                                                          | >10,000      | Humano   | [ 73 ] [ 74 ]       |
| 5-HT1A                                                                                       | 3,330–5,010  | Humano   | [ 1 ] [ 74 ]        |
| 5-HT1B                                                                                       | 3,534–12,600 | Humano   | [ 1 ] [ 74 ]        |
| 5-HT1D                                                                                       | 794–5,010    | Humano   | [ 1 ] [ 74 ]        |
| 5-HT1E                                                                                       | 728          | Humano   | [ 74 ]              |
| 5-HT1F                                                                                       | 583          | Humano   | [ 74 ]              |
| 5-HT2A                                                                                       | 6.3–69       | Humano   | [ 1 ] [ 74 ]        |
| 5-HT2B                                                                                       | 200          | Humano   | [ 1 ]               |
| 5-HT2C                                                                                       | 8.9–39       | Humano   | [ 1 ] [ 74 ]        |
| 5-HT3                                                                                        | 8.1          | Humano   | [ 76 ]              |
| 5-HT4L                                                                                       | >10,000      | Humano   | [ 74 ]              |
| 5-HT5A                                                                                       | 670          | Humano   | [ 74 ]              |
| 5-HT6                                                                                        | ND           | ND       | ND                  |
| 5-HT7                                                                                        | 265          | Humano   | [ 74 ]              |
| α1A                                                                                          | 1,815        | Humano   | [ 74 ]              |
| α2A                                                                                          | 20           | Humano   | [ 74 ]              |
| α2B                                                                                          | 88           | Humano   | [ 74 ]              |
| α2C                                                                                          | 18           | Humano   | [ 74 ]              |
| β                                                                                            | >10,000      | Humano   | [ 74 ]              |
| D1                                                                                           | 4,167        | Rato     |                     |
| D2                                                                                           | >5,454       | Humano   | [ 74 ]              |
| D3                                                                                           | 5,723        | Humano   | [ 74 ]              |
| D4                                                                                           | 2,518        | Humano   | [ 74 ]              |
| H1                                                                                           | 0.14–1.6     | Humano   | [ 77 ] [ 1 ] [ 74 ] |
| H2                                                                                           | >10,000      | Rato     | [ 77 ] [ 78 ]       |
| H3                                                                                           | 83,200       | Humano   | [ 77 ]              |
| H4                                                                                           | >100,000     | Humano   | [ 77 ]              |
| mACh                                                                                         | 670          | Humano   | [ 1 ] [ 75 ]        |
| VGSC                                                                                         | 6,905        | Rato     | [ 74 ]              |
| VDCC                                                                                         | >10,000      | Rato     | [ 74 ]              |
| Valores estão em Ki (nM). Quanto menor o valor, mais fortemente a droga se liga ao receptor. |              |          |                     |

A mirtazapina às vezes é descrita como um antidepressivo noradrenérgico e serotoninérgico específico (NaSSA), embora a evidência real em apoio a esse rótulo tenha sido considerada pobre. É uma piperazina-azepina tetracíclica.
A mirtazapina é um potente antagonista dos receptores 5-HT2a e 5-HT3. A mirtazapina não tem afinidade significativa pelos receptores 5-HT1A e 5-HT1B. A mirtazapina é um potente antagonista dos receptores H1 da histamina, uma propriedade que pode explicar seus proeminentes efeitos sedativos.
A mirtazapina possui atividade anti histamínica, α2-bloqueadora e antiserotoninérgica. É especificamente um potente antagonista ou agonista inverso dos receptores α2A-, α2B- e α2C-adrenérgicos, da serotonina 5-HT2A, 5-HT2C e do receptor H1 da histamina. Ao contrário de muitos outros antidepressivos, ele não inibe a recaptação de serotonina, norepinefrina ou dopamina, nem inibe a monoamina oxidase. Da mesma forma, a mirtazapina tem fraca ou nenhuma atividade como anticolinérgico ou bloqueador dos canais de sódio ou cálcio, em contraste com a maioria dos antidepressivos tricíclicos. Em conformidade, tem melhor tolerabildade e baixa toxicidade em superdosagem. Como antagonista do receptor H1, a mirtazapina é extremamente potente e, de fato, é o mais potente de todos os antidepressivos tricíclicos e tetracíclicos. O antagonismo do receptor H1 é de longe a atividade mais forte da mirtazapina, com a droga atuando como um antagonista seletivo do receptor H1 em baixas concentrações.
O enantiômero (S)-(+) da mirtazapina é responsável pelo antagonismo dos receptores 5-HT2A e 5-HT2C da serotonina, enquanto o enantiômero (R)-(–) é responsável pelo antagonismo do receptor 5-HT3. Ambos os enantiômeros estão envolvidos no antagonismo dos receptores H1 e α2-adrenérgicos, embora o enantiômero (S)-(+) seja o anti-histamínico mais forte.
Embora não seja clinicamente relevante, verificou-se que a mirtazapina atua como um agonista parcial do receptor κ-opióide em altas concentrações (EC 50 = 7,2 mM).

#### Receptor α2-Adrenérgico
O antagonismo dos receptores α2-adrenérgicos, que funcionam principalmente como autorreceptores e heterorreceptores inibitórios, aumenta a neurotransmissão adrenérgica e serotonérgica, principalmente a transmissão central mediada pelo receptor 5-HT1A no núcleo dorsal da rafe e no hipocampo; daí a classificação da mirtazapina como NaSSA. O aumento indireto mediado por adrenoceptores α1 do disparo de células de serotonina e o bloqueio direto de heterorreceptores α2 inibitórios localizados nos terminais de serotonina são considerados responsáveis pelo aumento da serotonina extracelular. Por causa disso, diz-se que a mirtazapina é um "agonista indireto" funcional do receptor 5-HT1A. Acredita-se que o aumento da ativação do receptor central 5-HT 1A seja um importante mediador da eficácia da maioria dos medicamentos antidepressivos.

#### Receptor 5-HT2
O antagonismo da subfamília de receptores 5-HT2 e o agonismo inverso do receptor 5-HT2C parecem ser em parte responsáveis pela eficácia da mirtazapina no tratamento de estados depressivos. A mirtazapina aumenta a liberação de dopamina no córtex pré-frontal. Consequentemente, foi demonstrado que, ao bloquear os receptores α2-adrenérgicos e os receptores 5-HT2C, a mirtazapina desinibiu a atividade de dopamina e norepinefrina nessas áreas em ratos. Além disso, o antagonismo da mirtazapina aos receptores 5-HT2A tem efeitos benéficos na ansiedade, sono e apetite, bem como na função sexual em relação ao último receptor. A mirtazapina demonstrou reduzir o comportamento de busca de drogas (mais especificamente para a metanfetamina) em vários estudos em humanos e animais. Também está sendo investigado em transtornos de abuso de substâncias para reduzir os efeitos da abstinência e melhorar as taxas de remissão.
A mirtazapina melhora significativamente os sintomas preexistentes de náusea, vômito, diarreia e síndrome do intestino irritável em indivíduos afetados com essas patologias. A mirtazapina pode ser usada como uma alternativa antiemética barata a ondansetrona. Em conjunto com o aconselhamento sobre abuso de substâncias, a mirtazapina foi investigada com o objetivo de reduzir com sucesso o uso de metanfetamina em indivíduos dependentes. Em contraste com a mirtazapina, os inibidores seletivos da recaptação da serotonina, inibidores da recaptação da serotonina-norepinefrina, inibidores da monoaminoxidase e alguns antidepressivos tricíclicos aumentam a atividade geral dos receptores 5-HT2A, 5-HT2C e 5-HT3 levando a uma série de mudanças negativas e efeitos colaterais, os mais proeminentes dos quais incluindo anorexia, insônia, náusea e diarréia, entre outros. Sua incidência reduzida de disfunção sexual (como perda de libido e anorgasmia) pode ser resultado da ligação insignificante ao transportador de serotonina (como geralmente é a causa de disfunção sexual com a maioria dos inibidores seletivos de recaptação de serotonina) e antagonismo dos receptores 5-HT2A; entretanto, a alta afinidade e o agonismo inverso da Mirtazapina para os receptores 5-HT2C podem atenuar bastante esses fatores pró-sexuais (como evidenciado pelos efeitos pró-sexuais de drogas como m-CPP e Lorcaserin, que agonizam os receptores 5-HT2C de forma razoavelmente seletiva). Como resultado, é frequentemente combinado com esses medicamentos para reduzir o perfil de efeitos colaterais e produzir um efeito antidepressivo mais forte.
A mirtazapina não possui atividade pró-serotoninérgica e, portanto, não causa a síndrome serotoninérgica. Isso está de acordo com o fato de não ser um inibidor da recaptação de serotonina ou inibidor da monoamina oxidase, nem um agonista do receptor de serotonina. Não há relatos de síndrome serotoninérgica em associação com mirtazapina isoladamente, e a mirtazapina não causou síndrome serotoninérgica em superdosagem. No entanto, há um punhado de relatos de caso de síndrome da serotonina ocorrendo com mirtazapina em combinação com drogas serotoninérgicas como inibidores seletivos da recaptação da serotonina, embora tais relatos sejam muito raros e não necessariamente impliquem a mirtazapina como causadora.

#### Receptor 5-HT3
É um potente bloqueador de 5-HT3. Pode aliviar a náusea relacionada à quimioterapia e ao câncer avançado.

#### Receptor H1
A mirtazapina é um agonista inverso do receptor H1 muito forte e, como resultado, pode causar poderosos efeitos sedativos e hipnóticos. Uma única dose de 15 mg em voluntários de saúde implicou em 80% de ocupação do receptor H1 e induziu sonolência intensa. Após um curto período de tratamento crônico, no entanto, o receptor H1 tende a dessensibilizar-se e os efeitos anti-histamínicos tornam-se mais toleráveis. Muitos pacientes também podem tomar à noite para evitar os efeitos, e esta parece ser uma estratégia eficaz para combatê-los. O bloqueio do receptor H1 pode melhorar alergias, prurido, náusea e insônia preexistentes em indivíduos afetados. No entanto, também pode contribuir para o ganho de peso. Em contraste com o receptor H1, a mirtazapina tem apenas baixa afinidade pelos receptores muscarínicos de acetilcolina, embora efeitos colaterais anticolinérgicos como boca seca, constipação e midríase ainda sejam vistos algumas vezes na prática clínica.

### Farmacocinética
A biodisponibilidade oral da mirtazapina é de cerca de 50%. Encontra-se principalmente ligado às proteínas plasmáticas, cerca de 85%. É metabolizado principalmente no fígado por N-desmetilação e hidroxilação via enzimas do citocromo P450, CYP1A2, CYP2D6, CYP3A4. A meia-vida de eliminação total é de 20 a 40 horas, independente da dosagem. É conjugado no rim para excreção na urina, onde 75% da droga é excretada, e cerca de 15% é eliminado nas fezes.:430 A desmetilmirtazapina é um metabolito ativo da mirtazapina que, acredita-se contribuir com cerca de 3-10% para os efeitos globais do fármaco e tem uma meia-vida de cerca de 25 horas.

## Química
A mirtazapina é uma piperazinoazepina tetracíclica; mianserina foi desenvolvida pela mesma equipe de químicos orgânicos e a mirtazapina difere dela pela adição de um átomo de nitrogênio em um dos anéis. :429 É uma mistura racêmica de enantiômeros. O (S)-(+)-enantiômero é conhecido como esmirtazapina.
Análogos da mirtazapina incluem mianserina, setiptilina e aptazapina.

### Síntese
Foi publicada uma síntese química da mirtazapina. A primeira etapa da síntese é uma reação de condensação entre a molécula 2-cloro 3-ciano piridina e a molécula 1-metil-3-fenil piperazina.

## História
A mirtazapina foi sintetizada pela primeira vez pela Organon e noticiada em 1989; foi aprovada pela primeira vez para uso em transtorno depressivo maior na Holanda em 1994 e foi introduzida nos Estados Unidos em 1996 sob a marca Remeron.:429

## Sociedade e cultura

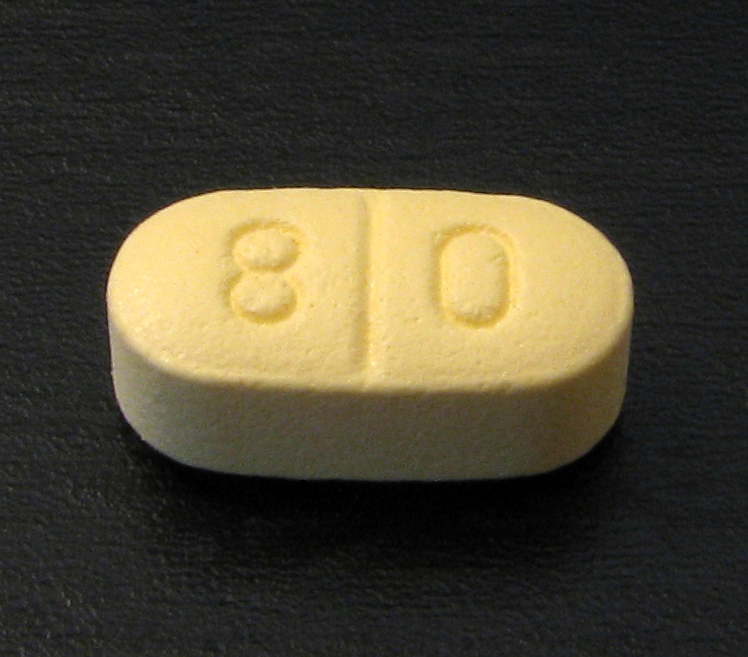
15mg de mirtazapina genérica.

### Nomes genéricos
Mirtazapine é o nome genérico inglês e francês da droga e seus INN, USAN, USP, BAN, DCF e JAN. Seu nome genérico em espanhol, italiano e português é mirtazapina e em alemão e sueco é mirtazapin.

### Nomes de marcas
A mirtazapina é comercializada sob muitas marcas em todo o mundo, incluindo Adco-Mirteron, Afloyan, Amirel, Arintapin Smelt, Avanza, Axit, Azapin, Beron, Bilanz, Blumirtax, Calixta, Ciblex, Combar, Comenter, Depreram, Divaril, Esprital, Maz, Menelat, Mepirzapine, Merdaten, Meronin, Mi Er Ning, Milivin, Minelza, Minivane, Mirastad, Mirazep, Miro, Miron, Mirrador, Mirt, Mirta, Mirtabene, Mirtadepi, Mirtagamma, Mirtagen, Mirtalan, Mirtamor, Mirtamylan, Mirtan, Mirtaneo, Mirtapax, Mirtapil, Mirtapine, Mirtaron, Mirtastad, Mirtax, Mirtaz, Mirtazap, Mirtazapin, Mirtazapina, Mirtazapine, Mirtazapinum, Mirtazelon, Mirtazon, Mirtazonal, Mirtel, Mirtimash, Mirtin, Mirtine, Mirzapine, Mirzaten, Mirzest, Mitaprex, Mitaxind, Mitocent, Mitrazind, Mizapin, Motofen, Mytra, Norset, Noxibel, Pharmataz, Promyrtil, Rapizapine, Ramure, Razapina, Redepra, Reflex, Remergil, Remergon, Remeron, Remirta, Rexer, Saxib, Sinmaron, Smilon, Tazepin, Tazimed, Tetrazic, Tifona, U -Mirtaron, U-zepine, Valdren, Vastat, Velorin, Y arocen, Zania, Zapex, Zestat, Zismirt, Zispin, Zuleptan e Zulin.

## Uso veterinário
A mirtazapina também tem algum uso veterinário em cães e gatos. Às vezes, a mirtazapina é prescrita como estimulante de apetite para cães ou gatos com perda de apetite devido a condições médicas, como doença renal crônica. É especialmente útil para o tratamento combinado de falta de apetite e náuseas em cães e gatos.
A mirtazapina é indicada para ganho de peso corporal em gatos com falta de apetite e perda de peso resultante de condições médicas crônicas.
Existem duas opções de administração: comprimidos administrados por via oral e uma pomada aplicada topicamente na superfície interna da orelha.
Os efeitos colaterais mais comuns incluem sinais de irritação ou inflamação local no local onde a pomada é aplicada e alterações comportamentais (aumento de miados, hiperatividade, estado de desorientação ou incapacidade de coordenar os movimentos musculares, falta de energia/fraqueza, busca de atenção, e agressão).